# 高崎安彦

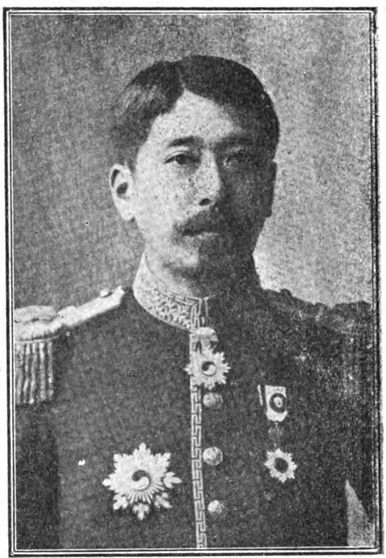
高崎安彦

高崎 安彦（たかさき やすひこ、1869年4月26日（明治2年3月15日） - 1911年（明治44年）1月11日）は、明治期の宮内省式部官、貴族院議員、男爵、正四位勲四等。

## 経歴
薩摩藩士高崎五六の長男。岡山生まれ、上京し、築地の大学校を経て慶應義塾に入り級外生となる。1886年（明治19年）アメリカへ留学、帰国後宮内省入りし奏任六等に叙す。大日本帝国憲法発布の際に欧米を視察。農商務省の職をもって1904年（明治37年）、西園寺公望の上海視察に同行。1905年（明治38年）伊藤博文の特派大使となり機密を預かり、韓国へ出張。
父の死に伴い、1896年（明治29年）5月18日に男爵を襲爵。1897年（明治30年）7月10日に貴族院男爵議員に選出され、死去する1911年（明治44年）1月まで2期在任した。家督は弟高崎弓彦が継承し、同年1月31日、男爵を襲爵した。

## 栄典
- 1896年（明治29年）6月20日 - 正五位[6]